# Szöllősy Pál
Szöllősy Pál a Szomszédok című magyar tévésorozat  kezdetének egyik jelentős mellékszereplője. Jól menő fogorvos, felesége Szöllősy Zsuzsa szemészorvos. Mivel egyetlen lányuk, Vágási Judit „rangon alul” ment férjhez, ezért apja de facto kitagadta. Miután felesége titokban felkereste Jutkát, akitől megtudja, hogy első terhessége spontán vetéléssel végződött, Palit válaszút elé állítja, mondván, hogy ő a maga részéről felszámolná ezt a lehetetlen helyzetet, így kibékülne lányával és Ferivel. Ezután Szöllősy doktor is jobb belátásra tér. Először testvérének, Jankának visszafizeti a gyerekeknek adott kölcsönt, majd megvárja lányát az iskola előtt, és beismeri, hogy rosszul gondolta a dolgot, próbálják meg elfelejteni az eddig történteket. Jutka meghívja szüleit vacsorára, ahol látszólag kibékülnek – Pali fiamnak szólítja Ferit, aki egy értékes antikvár könyvvel ajándékozza meg –, de mindkét férfi továbbra is fenntartással viseltetik a másik iránt. Az áldatlan állapotot olyan véletlen tetézi, hogy amikor Feri este fájós foggal elmegy apósa magánrendelőjébe, az asszisztensnő – a rendelési idő lejárta miatt – elküldi.
Szöllősy doktornak viszonya van asszisztensnőjével, Mariann-nal: ezt Feri, Jutka és Zsuzsa is egymástól függetlenül észreveszi, de a doktor is tudja, hogy kapcsolatuk lelepleződött. Erről egy presszóban beszélgetnek Jutkával, de az apa elég durván elutasítja, hogy bárki beleszóljon az életébe. Közben Zsuzsa is szembe kíván nézni a helyzettel, és közli Mariann-nal, hogy mindent tud kettejük viszonyáról, aki ezt megmondja kedvesének. Pál úgy gondolja, hogy lánya vagy veje árulta el feleségének a viszonyt; lakásukra menve meggyanúsítja, felelősségre vonja őket, és kijelenti, hogy többet nem áll szóba Jutkával.
Mariann elfogadja, hogy a férfi hozzá költözzön, de amikor az kifogásolja Grácia, a nagylány viselkedését, nevelését, akkor határozottan visszautasítja, és azt mondja neki, hogy bármikor hazaköltözhet. A doktor lelkileg és testileg is egyre kevésbé bírja a számára szokatlan körülményeket: nagy alázattal felkeresi lányát, hogy nem alhatna-e náluk egy éjszaka, de sajnos erre nincs lehetőség, Jutkának finoman el kell utasítania. Abba sem akar beleszólni, hogy anyja vajon visszafogadná-e a hűtlen férjet. A sorozatból nem is derül ki egyértelműen, hogy Szöllősy doktor hazaköltözik-e, mert a 45. fejezetben Jutka az iskolában telefonon értesül arról, hogy édesapja komoly betegség következtében meghalt, amit Zsuzsa korábban titokban tartott, hogy a család többi tagja ne aggódjon a férfi állapotáért, továbbá utólag bevallja, hogy sok mindent elnézett neki, többek között az asszisztensnővel való viszonyt is. (A jelenet dátuma 1989. január 12-e; a színész, Szatmári István 1988. december 28-án hunyt el.)